# سیتادل: هانی بانی
سیتادل: هانی بانی یک مجموعه تلویزیونی اکشن جاسوسی هندی است که به زودی ساخته می‌شود، این مجموعه اسپین آف مجموعه تلویزیونی آمریکایی سیتادل در آمازون پرایم ویدئو است که توسط Raj & DK ساخته شده و توسط Raj & DK و توسط سیتا منون نویسندگی و کارگردانی شدهاست. در این فیلم وارون دهاوان و سامانتا روث پرابهو به عنوان شخصیت‌های اصلی به همراه کی کی منون، سیمران باگا و اما کنینگ ایفای نقش می‌کنند.
این مجموعه قرار است در ۷ نوامبر ۲۰۲۴ منتشر شود.

## داستان
وقتی بانی، بدلکار، هانی را برای یک کنسرت جانبی استخدام می‌کند، به دنیای پرمخاطره اکشن، جاسوسی و خیانت کشیده می‌شوند. سال‌ها بعد، با برخورد با گذشته خطرناک خود، هانی و بانی جدا شده باید دوباره در کنار یکدیگر کار کنند و برای محافظت از دختر جوانشان نادیا بجنگند.
نادیا از سری اصلی سیتادل (مجموعه تلویزیونی) نیز در این اسپین آف به عنوان یک شخصیت بسیار جوانتر حضور دارد.

## بازیگران
- وارون دهاوان در نقش رهی گمبیر با نام مستعار مأمور بانی
- سامانتا روت پرابو در نقش مأمور هانی، مادر نادیا سین
- کی کی منون
- اما کنینگ در نقش دالیا آرچر
- سیکندر خر
- ثاقب سلیم
- سوهام مجومدار
- شیوانکیت سینگ پریهر
- کاشوی مجموندار در نقش نادیا سین جوان

## تولید

### توسعه
در دسامبر ۲۰۲۲، آنتونی و جو روسو اسپین آف هندی سیتادل را تأیید کردند.

### انتخاب بازیگران
وارون دهاوان و سامانتا روت پرابو در نقش هانی و بانی کاراکتر اصلی مجموعه را بازی خواهند کرد و اولین حضور خود را در بالیوود را رقم می‌زنند.

### فیلمبرداری
فیلمبرداری سریال در ژانویه ۲۰۲۳ آغاز شد. این سریال در صربستان و هند فیلمبرداری شد. فیلمبرداری در ۱۳ ژوئیه ۲۰۲۳ به پایان رسید.

## بازخورد
در وب‌سایت جمع‌آوری نظرات راتن تومیتوز، ۸۰٪ از ۱۵ نقد ارائه شده مثبت بوده است و میانگین امتیاز این مجموعه ۶.۱ از ۱۰ است. سایبال چاترجی از NDTV به این سریال ۲ ستاره از ۵ داده و اظهار داشته است: "این سریال دقیقاً سقوط نمی‌کند، اما ما را هم در حین انفجار صحنه‌های اکشنش هیجان‌زده نمی‌کند." 